# Aït Tizi
Aït Tizi là một đô thị thuộc tỉnh Sétif, Algérie. Dân số thời điểm năm 2002 là 7.859 người.